# Església Episcopal
L'església episcopal es refereix al grup d'esglésies membres de la comunió anglicana de l'Església d'Anglaterra. Aquestes esglésies inclouen:
- Església Episcopal dels Estats Units
- Església Episcopal Escocesa
- Església Episcopal a Jerusalem i l'Orient Mitjà
- Església Episcopal de Cuba
- Església Episcopal del Sudan
- Església Espanyola Reformada Episcopal
- Església Episcopal de Mèxic

La paraula episcopal es deriva del grec επισκοπος (epískopos) que literalment significa "supervisor"; aquesta paraula va evolucionar a la paraula catalana "bisbe". Per això, estrictament, qualsevol església que sigui dirigida per bisbes (com ho són els catòlics, metodistes i ortodoxos) és una església episcopal. No obstant això, com a denominació cristiana aquest adjectiu és utilitzat només per a referir-se a les esglésies que són membres de la comunió anglicana i que comparteixen de la seva doctrina.
El 1998 l'església acceptà els homosexuals com a membres de ple dret de l'església però exigint el celibat, i el 2 de novembre de 2003 l'Església Episcopal ordena el primer bisbe que es reconeix homosexual.